# ریچی میکاتا
ریچی میکاتا (انگلیسی: Reiichi Mikata؛ زادهٔ ۱۴ ژانویهٔ ۱۹۶۷) اسکی‌باز اهل ژاپن است. این اسکی باز ژاپنی در رشته نوردیک ترکیبی است که در اوایل دهه ۱۹۹۰ رقابت داشت.